# Korpinen (sjö i Utajärvi, Norra Österbotten)
Korpinen är en sjö i Finland. Den ligger i kommunen Utajärvi i landskapet Norra Österbotten, i den centrala delen av landet, 500 km norr om huvudstaden Helsingfors. Korpinen ligger 114,8 meter över havet. I omgivningarna runt Korpinen växer i huvudsak barrskog. Arean är 39,5 hektar och strandlinjen är 2,95 kilometer lång. Sjön  ingår i Kiminge älvs huvudavrinningsområde. 
I övrigt finns följande vid Korpinen:
- Penikkalampi (en sjö)